# Cooper (acteur)
Pour les articles homonymes, voir Cooper.
Henri-Frédéric-Gustave Vanderjeught, dit Henri Cooper, est un comédien et chanteur d'opérette belge né à Bruxelles le 6 juin 1846 et mort à Paris le 7 décembre 1914.

## Biographie
Orphelin à 5 ans, il se passionne pour le théâtre et part pour Paris où il débute dans Les Rendez-vous bourgeois de Nicolo au théâtre de la tour d'Auvergne. Après divers engagements à Lyon, Strasbourg et Le Havre et une tournée en Italie avec Aimée Desclée, il entre au théâtre des Bouffes-Parisiens où il crée le  6 septembre 1867 La Bonne aux camélias, comédie-vaudeville d'Adolphe Jaime et Hector Crémieux. Il passe ensuite aux Variétés où il connaîtra ses plus grands succès, notamment dans les opéras-bouffes de Jacques Offenbach :  Les Brigands (1869), La Vie parisienne (1873) et Le Docteur Ox (1877). Il se spécialise rapidement dans ce domaine où il tient les emplois d'« amoureux ».
Durant le siège de Paris, il s'engage dans le corps des carabiniers et participe à la bataille de Buzenval. À partir de 1875, on le retrouve sans discontinuer dans les principaux théâtres parisiens, même si son point d'attache reste les Variétés : les Bouffes-Parisiens (La Créole d'Offenbach en 1875), le Châtelet (Rothomago en 1877, Les Pilules du diable en 1880), les Menus-Plaisirs (Le Petit Ludovic en 1879), la Renaissance (Belle Lurette d'Offenbach en 1880), l'Ambigu (Cartouche en 1882), le Gymnase (Serge Panine de Georges Ohnet en 1882-83) et la Gaîté (Le Grand Mogol d'Edmond Audran en 1884).
En 1890, il accompagne Anna Judic et la troupe des Variétés en tournée aux États-Unis, au cours de laquelle il reprend les rôles créés par José Dupuis dans les opérettes d'Hervé (Lili, La Cosaque, La Femme à papa). À part un court passage au théâtre de la Porte-Saint-Martin en 1891 pour Le Petit Faust d'Hervé, il enchaîne les productions aux Variétés. En 1895, il part pour le théâtre Michel de Saint-Pétersbourg où il restera plusieurs années  (cinq ans entrecoupés de retours à Paris). En juillet 1900, il fait sa rentrée parisienne avec Le Dindon de Georges Feydeau au théâtre du Palais-Royal. En 1904, il effectue une tournée en Égypte. En 1908, il apparaît encore à l'Athénée dans Le Chant du cygne et aux Folies-Dramatiques dans Le Petit Faust. En 1910, il est à l'Odéon (Les Plus Beaux Jours) et à l'Théâtre de l'Ambigu-Comique (Le Pêché de Marthe) et l'année suivante au théâtre Michel (La Femme et les Pantins joué quatre mois consécutifs). Il tombe cependant malade et doit abandonner la scène. Robert de Flers lance un appel à la solidarité dans Le Figaro qui permet de récolter 22 000 francs placés en viager afin d'assurer sa retraite. Sa mort est annoncée le 8 décembre 1914.
Il était chevalier dans l'ordre de la Légion d'honneur.

## Répertoire
Note : les dates entre parenthèses indiquent la première représentation d'une série

### 1860-1869
- 186? : Les Rendez-vous bourgeois de Nicolo, théâtre de la tour d'Auvergne : Bertrand
- 1867 (6 septembre) : La Bonne aux camélias d'Adolphe Jaime et Hector Crémieux, Bouffes-Parisiens
- 1868 : Les Noces de Merluchet, Théâtre des Variétés
- 1869  (21 janvier) : Le Mot de la fin d'Hervé, Adolphe Lindheim, Auguste de Villebichot et Charles Diache, livret de Clairville et Paul Siraudin, Théâtre des Variétés : Robert
- 1869  (10 décembre) : Les Brigands de Jacques Offenbach, livret d'Henri Meilhac et Ludovic Halévy, Théâtre des Variétés : Adolphe de Valladolid

### 1870-1879
- 1873  (25 septembre) : La Vie parisienne d'Offenbach, livret de Meilhac et Halévy, Théâtre des Variétés : Gardefeu
- 1874 (12 février) : Garanti 10 ans d'Eugène Labiche et Philippe Gille, Théâtre des Variétés
- 1875 (30 juin) : Les Giboulées de Jules Prével et Charles Nuitter, Théâtre des Variétés : Marcel (pour les adieux de Jean Berthelier)
- 1875  (3 novembre) : La Créole d'Offenbach, livret d'Albert Millaud, Théâtre des  Bouffes-Parisiens : Frontignac
- 1875 (14 décembre) : Les Bêtises d'hier, revue de Clairville, Hippolyte Cogniard et Paul Siraudin, Théâtre des Variétés
- 1877 (26 janvier) : Le Docteur Ox d'Offenbach, livret d'Arnold Mortier et Philippe Gille, Théâtre des  Variétés : Frantz
- 1877 (6 mars) : Paris quand il pleut de Clairville et Jules Moinaux, Théâtre des  Variétés : Bengali
- 1877 (7 avril) : Alfred de Mendel et Pourcelle, Théâtre des  Variétés : Lucien
- 1877 (29 octobre) : Rothomago d'Adolphe d'Ennery et Clairville, Théâtre du Châtelet : Blaisinet
- 1878 (20 avril) : Les Sept Châteaux du diable, Théâtre du Châtelet : Canuche
- 1879 (5 septembre) : La Vénus noire d'Adolphe Belot, Théâtre du Châtelet
- 1879 : Le Petit Ludovic de H. Crisafulli et V. Bernard, Théâtre des Menus-Plaisirs

### 1880-1889
- 1880 (8 avril) : Les Pilules du diable de Ferdinand Laloue, Anicet-Bourgeois et Laurent, Théâtre du Châtelet : Sottinez
- 1880 (22 septembre) : La Petite Mariée de Charles Lecocq, livret d'Eugène Leterrier et Albert Vanloo, Théâtre de la Renaissance : San Carlo
- 1880 (30 octobre) : Belle Lurette d'Offenbach, livret d'Ernest Blum, Édouard Blau et Raoul Toché, Théâtre de la Renaissance : Le duc de Marly
- 1881 (janvier) : La Petite Mariée de Charles Lecocq, livret d'Eugène Leterrier et Albert Vanloo, Théâtre de la Renaissance : San Carlo
- 1881 (9 mars) : Les Voltigeurs de la 32e de Robert Planquette, livret d'Edmond Gondinet et Georges Duval, Théâtre de la Renaissance : Jacquot
- 1882 (5 janvier) : Serge Panine de Georges Ohnet, Théâtre du Gymnase : Savinien
- 1882 (25 mai) : La Dame aux camélias d'Alexandre Dumas fils, Théâtre de la Gaîté : Gustave
- 1882 (9 septembre) : Cartouche d'Adolphe d'Ennery  et Dugué, Théâtre de l'Ambigu-Comique : François
- 1882 (4 décembre) : Les Variétés de Paris, revue de Blum et Toché, Théâtre des  Variétés
- 1883 (26 janvier) : Mam'zelle Nitouche d'Hervé, livret de Meilhac, Millaud et Blum, Théâtre des Variétés : Champlatreux
- 1883 (21 mai) : Serge Panine de Georges Ohnet, Théâtre du Gymnase : Savinien
- 1883 (10 novembre) : La Vie parisienne d'Offenbach, livret de Meilhac et Halévy, Théâtre des Variétés : Gardefeu
- 1883 (30 novembre) : Pschutt et Vlan de Blum et Toché, Théâtre des Variétés
- 1884 (19 septembre) : Le Grand Mogol d'Edmond Audran, livret de Henri Chivot et Alfred Duru, Théâtre de la Gaîté : Le Prince Mignapour
- 1884 (novembre) : Révisons !, revue de Blum et Toché, Théâtre des  Variétés
- 1885 (28 avril) : Mam'zelle Nitouche d'Hervé, livret de Meilhac, Millaud et Blum, Théâtre des Variétés : Fernand de Champlatreux
- 1886 (12 décembre) : Le Crocodile de Victorien Sardou, musique de scène de Jules Massenet, Théâtre de la Porte Saint-Martin : Chevrillac
- 1888 (19 janvier) : Mamzelle Crénom de Léon Vasseur, livret de Jaime et Duval, Théâtre des Bouffes-Parisiens : Serpin
- 1888 (19 avril) : Le Valet de cœur de Raoul Pugno, livret de P. Perrier et Clairville, Théâtre des Bouffes-Parisiens : Philidor Nantouillet
- 1888 (septembre) : La Corde sensible, Théâtre des Variétés : Tamerlan
- 1888 (20 octobre) : Barbe-Bleue d'Offenbach, livret de Meilhac et Halévy, Théâtre des Variétés : le prince Saphir

### 1890-1899
- 1890 (3 mars) : Monsieur Betzy de Paul Alexis et Oscar Méténier, Théâtre des  Variétés : de Castelvieux
- 1890 (5 avril) : Les Grandes Manœuvres d'Hippolyte Raymond et A. de Saint-Albin, Théâtre des  Variétés : le vicomte
- 1890 (3 mai) : Béjaune de Paul Burani et Cermoise, Théâtre des  Variétés : Van der Cloucht
- 1890 (12 juillet) : Orient-Express de Paul Burani, musique de Gondesone, Théâtre des  Variétés : Raoul Duplessis
- 1891 (mars) : Paris port de mer, revue de Montréal et Blondeau, Théâtre des  Variétés
- 1891 (mai) : Le Petit Faust d'Hervé, livret de Jaime et Crémieux, Théâtre de la Porte-Saint-Martin : Faust
- 1891 (17 novembre) :  Pincés ! d'Albert Millaud, Théâtre des  Variétés : Lehuchois
- 1891 (11 décembre) :  Mam'zelle Nitouche d'Hervé, livret de Meilhac, Millaud et Blum, Théâtre des  Variétés : Fernand de Champlatreux
- 1892 (31 janvier) : Les Variétés de l'année, revue de Blondeau et Mauriac, Théâtre des  Variétés
- 1892 (20 février) : La Bonne à tout faire d'Oscar Méténier et Dubut de Laforest, Théâtre des  Variétés : le baron Luzard
- 1892 (13 avril) : Brevet supérieur d'Henri Meilhac, Théâtre des  Variétés : Albert
- 1892 (24 mai) : Un lycée de jeunes filles de Louis Gregh, livret d'Alexandre Bisson, Théâtre des Variétés : Raoul
- 1892 (12 septembre) : La Vie parisienne d'Offenbach, livret de Meilhac et Halévy, Théâtre des Variétés : Gardefeu
- 1892 (27 octobre) :  Premier-Paris, revue de Millaud et Clairville, Théâtre des Variétés
- 1892 (15 décembre) :  La Souricière d'Alexandre Bisson et Albert Carré, Théâtre des Variétés : Arthur Poker
- 1893 (2 février) : Le Premier Mari de France d'Albin Valabrègue, Théâtre des Variétés : Thibaudier
- 1893 (9 mai) : Ma cousine d'Henri Meilhac, Théâtre des Variétés : Gaston
- 1893 (12 octobre) : Les Trois Épiciers de Lockroy et Anicet-Bourgeois : Athanase
- 1893  (30 novembre) : Les Brigands d'Offenbach, livret de Meilhac et Halévy, Théâtre des Variétés : le duc de Mantoue
- 1895 (4 mars) : Mademoiselle Ève de Gyp, Théâtre de l'Athénée
- 1898 (3 juin) : Le Tour au Bois de Gaston Serpette, livret de Oudot et de Gorsse, Théâtre des Variétés : le baron Vadlavant[6].

### 1900-1909
- 1900 (26 juillet) : Le Dindon de Georges Feydeau, Théâtre du Palais-Royal : Pontagnac
- 1902 (4 mars) : Le Rêve d'Adèle d'André Sylvane et Jean Gascogne, Théâtre du Palais-Royal : Champaubert
- 1902 (19 avril) : La Bourse ou la Vie d'Alfred Capus, Théâtre du Gymnase : Jacques Herbaut
- 1902 (16 septembre) : Le Train des plaisirs d'Alfred Hennequin, Arnold Mortier et Saint-Albin, Théâtre du Palais-Royal : Chennevis
- 1902 (24 novembre) : La Carotte de Georges Berr, Paul Dehère et  Guillemaud, Théâtre du Palais-Royal
- 1903 (10 mars) : Tricoche et Cacolet de Meilhac et Halévy, Théâtre du Palais-Royal : le baron Van der Pouf
- 1903 (9 avril) : Tonton de Péricaud, Rozenberg et Bonet, Théâtre du Palais-Royal : Edmond Bricholet
- 1903 (21 avril) : Le Train des plaisirs d'Alfred Hennequin, Arnold Mortier et Saint-Albin, Théâtre du Palais-Royal : Chennevis
- 1903 (14 septembre) : Le Sous-préfet de Château-Buzard de Léon Gandillot, Théâtre du Palais-Royal : Georges
- 1903 (19 octobre) : La Marmotte de Léon Xanrof et Antony Mars, Théâtre du Palais-Royal : Lebarjol
- 1905 (1er décembre) : Une revue au Palais-Royal, revue de Pierre Veber et Adrien Vély, Théâtre du Palais-Royal : Guy XIV
- 1906 (15 février) : La Piste de Victorien Sardou, Théâtre des Variétés : Stanislas Potard
- 1906 (4 mars) : La Chance du mari de Robert de Flers et Gaston de Caillavet, Théâtre des Variétés : le comte d'Esteuil
- 1906 (29 décembre) : Les Nuées d'Aristophane, adaptation de Sacha Guitry, Théâtre des Arts : Socrate
- 1907 (19 avril) : Papillon de René Peters et Robert Danceny, Théâtre des Bouffes-Parisiens : Le Bonnel
- 1908 (23 mars) : La Poudre aux moineaux de Maurice Desvallières et Lucien Gleize, Théâtre du Palais-Royal : Gerbier-des-Joncs
- 1908 (28 septembre) : Le Chant du cygne de Georges Duval et Xavier Roux, Théâtre de l'Athénée : le marquis de Sambre
- 1908 (1er décembre) : Le Petit Faust d'Hervé, livret de Jaime et Crémieux, Théâtre des Folies-Dramatiques : Faust

### 1910
- 1910 (26 février) : Le Pêché de Marthe d’Émile Rochard, Théâtre de l'Ambigu-Comique : Florestan
- 1910 (18 octobre) : Les Plus Beaux Jours de G.-A. Traversi, Théâtre de l'Odéon : le comte Lucien de Nantais
- 1911 (2 février) : La Femme et les Pantins de Pierre Veber, Théâtre Michel

## Sources
- Annuaire des artistes et de l'enseignement dramatique et musical, E. Risacher, 1905, pp. 654-655  (ISSN 1257-6611) (consultable sur Gallica)
- Édouard Noël et Edmond Stoullig, Les Annales du Théâtre et de la Musique (1876-1911), éd. Paul Ollendorf / Charpentier, Paris (consultable sur Gallica)
- Albert Soubies, Paul Milliet, Almanach des spectacles (1871-1908), Librairie des bibliophiles, Paris (consultable sur Gallica)
- Fiche sur Les Archives du spectacle